# Jasmia Robinson
Jasmia Robinson, född 21 april 1987 är en amerikansk fotomodell och sångerska. Hon blev känd år 2012 då hon var med i den artonde säsongen av America's Next Top Model där hon åkte ut först. Hon har mörkt brunt hår och bruna ögon. Robinson är yngst av 10 syskon. Hon var med i Storbritanniens Next Top Model och kom på tredje plats.